# Detune.
detune.（デチューン）は、日本の二人組音楽ユニット。2007年にアルバムデビューした。公式な表記は「detune.」であるが、CDの帯など、しばしば「でちゅーん」の表記も用いられる。

## メンバー
- 郷拓郎（ごう たくろう） - ボーカル、キーボード、ギター、コーラス、プログラミング、作詞・作曲。
- 石塚周太（いしづか しゅうた） - ギター、ベース、コーラス、プログラミング、エンジニア。

## 概要
脱力系箱庭ポップデュオ。中性的なボーカルや独特でファンタジックな楽曲・世界観が特徴。漫画家・イラストレーターの西島大介との親交が深い。郷はCM音楽なども手掛け、西島大介率いる「DJまほうつかいバンド」のボーカルも担当。石塚は「蓮沼執太チーム」のギタリストとしても活動している。

## 略歴
2007年
- 4月、佐々木敦主宰のレーベルWEATHER/HEADZよりpal@pop（高野健一）との共同プロデュースによる1stアルバム『わ・を・ん』をリリース。ジャケットのイラストは西島大介。河野薫（Cellophane/TAMACOWOLDS）、丸尾和正（Clingon）らが参加。同月、TBSラジオ「ストリーム」内「サウンドパティスリー」にて、detune.特集が組まれる。同月、トリビュート・アルバム「NEVER MIND THE BOLLOCKS "Here's the Softly!"〜Tribute to Sex Pistols〜」がリリースされる（detune.は「SEVENTEEN」をカバー）。

2008年
- 脱力系スローライフアニメ「Peeping Life」（監督：森りょういち、制作：コミックス・ウェーブ・フィルム）の音楽を担当。

2009年
- 2月、「Peeping Life」がキッズステーションより放送開始。
- 6月、2nd album『sono』をリリース。河野薫・丸尾和正・やくしまるえつこ、Nelly、アニーが参加。ジャケット画は1stに続き西島大介（Nellyは西島の愛娘）[1][2]。同月、「Peeping LifeｰThe Perfect Edition -」がリリース。

2010年
- 4月、「Peeping Life-The Perfect Emotion -」がリリース。11月、「図書館」の宮崎貴士、元フリーボの廣瀬方人と共に、新ユニット・グレンスミスの1stアルバム『Roman Album』をリリース。

2011年
- 1月、1stシングル『さとりのしょ』をリリース。9月、アルバム3部作の最終作品となる『オワルゼンド』をリリース。11月、初のワンマン・ライヴを敢行予定。

## ディスコグラフィー

### シングル
- さとりのしょ（2011.1.27）
- ユクのうた（2013.9.18）

### アルバム
- わ・を・ん（2007.4.18）
- sono（2009.6.17）
- オワルゼンド（2011.9.20）

### 参加作品
- 「NEVER MIND THE BOLLOCKS "Here's the Softly!"〜Tribute to Sex Pistols〜」（2007.4.18）

## タイアップ
「さとりのしょ」（アルバム「sono」、シングル「さとりのしょ」に収録）
- 「Peeping Life」-The Perfect Edition -」（2009.6.18）
- 「Peeping Life」-The Perfect Emotion -」（2010.4.16）
- 「PS3®のつかいかた-fest.Peeping Life-」（2010.9.16）
- 「Peeping Life」-The Perfect Evolution -」（2011.1.27）